# Afrotridactylus usambaricus
Afrotridactylus usambaricus е вид насекомо от семейство Tridactylidae.

## Разпространение
Видът е разпространен в цяла Африка на юг от пустинята Сахара.